# Bertolonis Ragwurz
Die Bertolonis Ragwurz (Ophrys bertolonii) ist eine Pflanzenart der Gattung Ragwurzen (Ophrys) in der Familie der Orchideengewächse (Orchidaceae). Die Artbezeichnung ehrt den italienischen Botaniker Antonio Bertoloni. 

## Beschreibung
Bertolonis Ragwurz wächst als ausdauernde krautige Pflanze und erreicht Wuchshöhen von 10 bis 35 Zentimetern. Je Exemplar sind meist zwei, selten drei fast kugelige Knollen als Überdauerungsorgane vorhanden.
Der Blütenstand enthält zwei bis acht Blüten. Die zwittrigen Blüten sind zygomorph und dreizählig. Die aufrechten Kelchblätter erscheinen meist rosa. Die ziemlich schmalen, fein behaarten Kronblätter können rosa bis rot gefärbt sein, ihre Spitzen sind in der Regel nach vorn gebogen. Die schwarzpurpurne Lippe erscheint normalerweise ungeteilt, kann aber selten auch schwach dreilappig sein. Die Seitenteile sind herabgebogen, wodurch die rundum kurzhaarige Lippe sehr schmal erscheint, auch wenn sie genauso lang wie breit ist. Ein Höcker ist nicht zu erkennen, dafür sieht man vorn ein kleines gelbes aufrechtes Anhängsel. Das schildförmige Mal findet sich in der unteren Lippenhälfte und erscheint leuchtend blau. Die Staminodialpunkte fehlen.
Die Blütezeit erstreckt sich von März bis Juni.

## Verbreitung und Standort
Das Verbreitungsgebiet erstreckt sich über die Apenninen- und Balkanhalbinsel bis Montenegro und schließt Sizilien ein. Auch im Süden Frankreichs sollen Exemplare gefunden worden sein, aber diese Angaben wurden noch nicht bestätigt.
Bertolonis Ragwurz findet man auf Magerrasen, Garriguen, in lichten Wäldern und Gebüschen mit frischen bis trockenen, basenreichen Böden. Im Gebirge wächst Bertolonis Ragwurz bis auf Höhenlagen von 1200 oder 1500 Metern.

## Anpassungsbesonderheiten
Die Blüten der Bertolonis Ragwurz locken potenzielle Bestäuber, wie die Mörtelbiene, mit dem imitierten Aussehen und den Pheromonen paarungsbereiter Weibchen. Somit zeigt sich eine hohe Spezialisierung der Ragwurzart gegenüber Bestäubern. Als Bestäuber werden die Arten Megachile parietina und Megachile pyrenaica genannt.

## Taxonomie und Systematik
Bertolonis Ragwurz wurde 1823 von Giuseppe Moretti  (1782–1853) in Giornale di fisica, chimica, storia naturale, medicina, ed arti Dec. 2, Band 6, Seite 145 als Ophrys bertolonii erstbeschrieben. Ein Synonym ist Ophrys romolinii Soca.
Aus Kreuzungen mit der Großen Spinnen-Ragwurz (Ophrys sphegodes) sind sehr stabile Bastardsippen entstanden. Diese wachsen meist in großen Populationen im zentralen und westlichen Mittelmeergebiet. Teilweise liegt ihr Verbreitungsgebiet nicht in dem der Bertolonis Ragwurz. Sie werden bei R. Govaerts (WCSP) unter Ophrys × flavicans Vis. = Ophrys bertolonii × Ophrys sphegodes zusammengefasst.

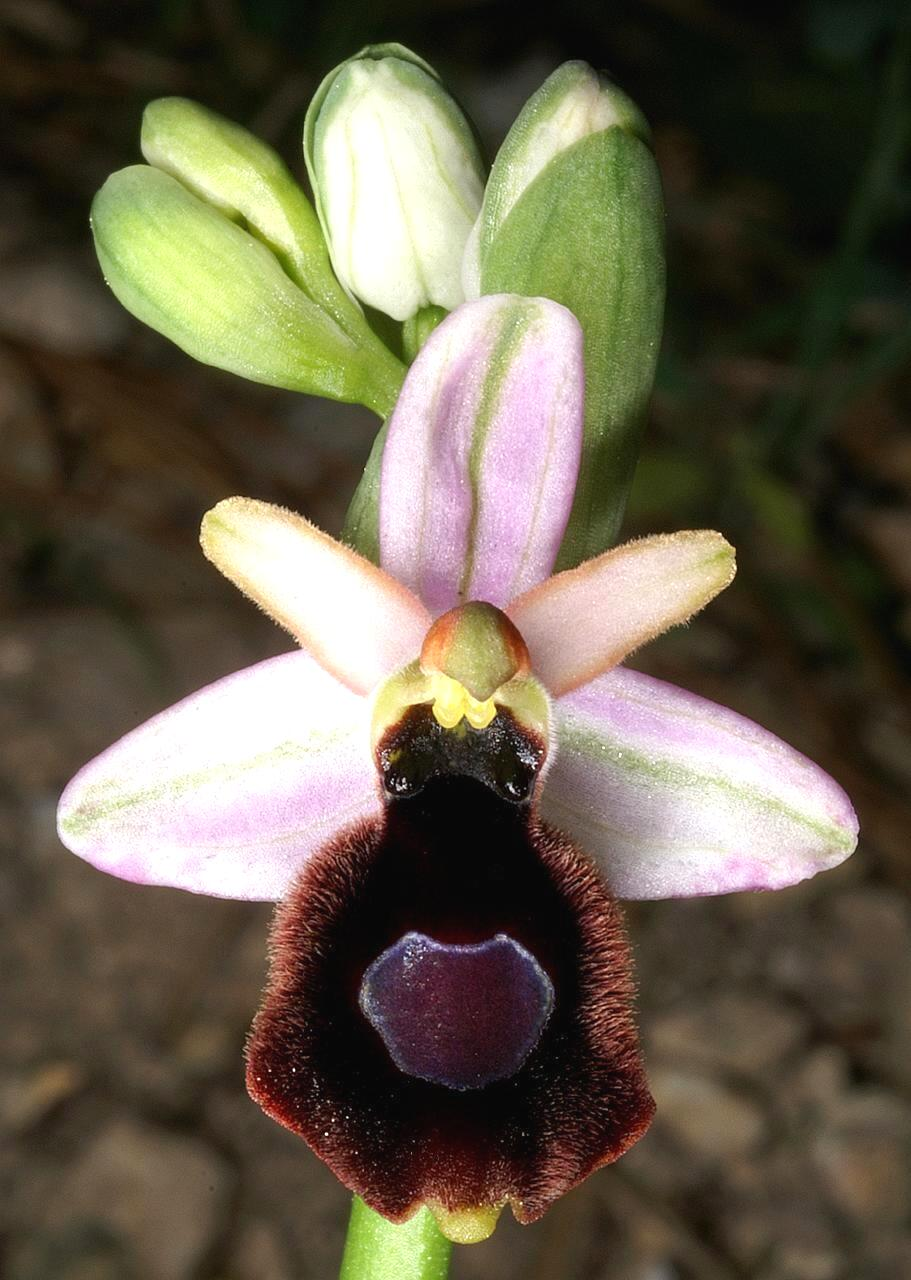
Blüte im Detail von Ophrys bertolonii subsp. balearica

Andere Autoren unterscheiden hier mehrere Unterarten:
- Balearen-Ragwurz (Ophrys bertolonii subsp. balearica (P.Delforge) L.Sáez & Rosselló): Sie findet man auf den Balearen in Höhenlagen zwischen 0 und 500 Metern Meereshöhe.[1] Als Bestäuber wird Megachile sicula angegeben.[3]
- Insubrische Ragwurz (Ophrys bertolonii subsp. benacensis (Reisigl) P.Delforge): Sie kommt am Alpensüdrand von Friaul bis Piemont und im nördlichen Apennin in Meereshöhen von 50 bis 850 Metern vor. Als Bestäuber wird Megachile parietina angegeben.[3]
- Bertolonis Ragwurz (Ophrys bertolonii subsp. bertolonii): Sie kommt in Sizilien, auf der Apenninen- und der Balkanhalbinsel in Meereshöhen zwischen 10 und 1500 Metern vor. Als Bestäuber werden Megachile parietina und Megachile pyrenaica angegeben.[3]
- Bertolonii-ähnliche Ragwurz (Ophrys bertolonii subsp. bertoloniiformis (O.Danesch & E.Danesch) H.Sund.): Sie kommt im südlichen Italien in Meereshöhen zwischen 2 und 760 Metern vor. Als Bestäuber wird Megachile benoisti genannt.[3]
- Katalanische Ragwurz (Ophrys bertolonii subsp. catalaunica (O.Danesch & E.Danesch) Soca): Sie kommt im nordöstlichen Spanien und im südwestlichen Frankreich in Meereshöhen zwischen 0 und 1200 Metern vor.[3]
- Drome-Ragwurz (Ophrys bertolonii subsp. drumana (P.Delforge) Kreutz): Sie kommt im südöstlichen Frankreich in Höhenlagen zwischen 250 und 1100 Metern Meereshöhe vor. Als Bestäuber wird Megachile albonotata angegeben.[3]
- Breitlippige Ragwurz (Ophrys bertolonii subsp. explanata (Lojac.) Soca): Sie kommt in Sizilien und in der Basilicata in Höhenlagen zwischen 10 und 900 Metern Meereshöhe vor. Als Bestäuber wird Megachile sicula genannt.[3]
- Dalmatinische Ragwurz (Ophrys bertolonii subsp. flavicans (Vis.) K.Richt.): Sie kommt an der Dalmatinischen Küste zwischen 0 und 100 Metern Meereshöhe vor. Als Bestäuber wird Megachile manicata genannt.[3]